# Irena Bawół
Irena Bawół, po mężu Mielecka (ur. 21 października 1921, zm. 10 lipca 2012) – polska pielęgniarka, „Sprawiedliwa wśród Narodów Świata”.

## Życiorys
Córka Józefa i Katarzyny (z domu Węcel) Bawół. W czasie II wojny światowej mieszkała w Warszawie. Na prośbę siostry Felicji, poślubionej z żydowskim adwokatem Maurycym Tewelem, udzieliła schronienia Żydówce Sabinie Poper. Z pomocy Ireny Bawół korzystały również inne osoby narodowości żydowskiej, na przykład Maria Korzennik. Irena Bawół zdobywała dla nich aryjskie dokumenty, organizowała też odpowiednie schronienia, które pomogły im przetrwać okres okupacji niemieckiej. W styczniu 1943 roku, w trakcie pobytu we Lwowie u swojej siostry Felicji, została zaaresztowana w trakcie rewizji dokonanej w mieszkaniu przez Gestapo. Oskarżono ją o dostarczanie Żydom aryjskich dokumentów. Dzięki zabiegom rodziny, po kilku tygodniach została zwolniona z więzienia.
25 września 1989 roku Irena Bawół-Mielecka i jej siostra Felicja Tewel-Bartczak zostały uhonorowane przyznanym przez instytut Jad Waszem medalem „Sprawiedliwy wśród Narodów Świata”.